# Баскетбол на летних Олимпийских играх 2012 (составы, мужчины)
В соревнованиях по баскетболу среди мужчин на летних Олимпийских играх 2012 приняли участие 12 команд по 12 человек.
Возраст и клубы игроков указаны на 27 июля 2012 года, когда начались соревнования.

## Группа A

### Аргентина
| Мужская сборная Аргентины по баскетболу | Мужская сборная Аргентины по баскетболу | Мужская сборная Аргентины по баскетболу | Мужская сборная Аргентины по баскетболу | Мужская сборная Аргентины по баскетболу | Мужская сборная Аргентины по баскетболу | Мужская сборная Аргентины по баскетболу | Мужская сборная Аргентины по баскетболу | Мужская сборная Аргентины по баскетболу |
| №                                       | Имя                                     | Дата рождения (возраст)                 | Рост                                    | Клуб                                    | Игры                                    | Очки                                    | Подборы                                 | Передачи                                |
| --------------------------------------- | --------------------------------------- | --------------------------------------- | --------------------------------------- | --------------------------------------- | --------------------------------------- | --------------------------------------- | --------------------------------------- | --------------------------------------- |
| 4                                       | Луис Скола                              | 30 апреля 1980 (32 года)                | 2,07 м                                  | Финикс Санз                             | 8                                       | 144                                     | 37                                      | 22                                      |
| 5                                       | Ману Джинобили                          | 28 июля 1977 (35 лет)                   | 1,98 м                                  | Сан-Антонио Спёрс                       | 8                                       | 155                                     | 43                                      | 33                                      |
| 6                                       | Маркос Мата                             | 1 августа 1986 (25 лет)                 | 2,01 м                                  | Пеньяроль                               | 4                                       | 9                                       | 4                                       | 4                                       |
| 7                                       | Факундо Кампаццо                        | 23 марта 1991 (21 год)                  | 1,79 м                                  | Пеньяроль                               | 8                                       | 37                                      | 18                                      | 26                                      |
| 8                                       | Пабло Приджиони                         | 17 мая 1977 (35 лет)                    | 1,86 м                                  | Нью-Йорк Никс                           | 6                                       | 25                                      | 11                                      | 39                                      |
| 9                                       | Хуан Гутьеррес                          | 10 октября 1983 (28 лет)                | 2,05 м                                  | Обрас Санитариас                        | 8                                       | 50                                      | 21                                      | −                                       |
| 10                                      | Карлос Дельфино                         | 29 августа 1982 (29 лет)                | 1,98 м                                  | Милуоки Бакс                            | 8                                       | 122                                     | 30                                      | 13                                      |
| 11                                      | Мартин Лейва                            | 23 апреля 1980 (32 года)                | 2,07 м                                  | Пеньяроль                               | 3                                       | 2                                       | 6                                       | 1                                       |
| 12                                      | Леонардо Гутьеррес                      | 16 мая 1978 (34 года)                   | 2,00 м                                  | Пеньяроль                               | 8                                       | 41                                      | 6                                       | 5                                       |
| 13                                      | Андрес Носиони                          | 30 ноября 1979 (32 года)                | 2,00 м                                  | Баскония                                | 8                                       | 83                                      | 33                                      | 11                                      |
| 14                                      | Эрнан Ясен                              | 4 февраля 1978 (34 года)                | 1,98 м                                  | Кахасоль                                | 7                                       | 16                                      | 9                                       | 3                                       |
| 15                                      | Федерико Каммерикс                      | 21 июня 1980 (32 года)                  | 2,05 м                                  | Фламенго                                | 3                                       | 6                                       | 9                                       | −                                       |
| Главный тренер: Хулио Ламас             |                                         |                                         |                                         |                                         |                                         |                                         |                                         |                                         |

### Литва
| Мужская сборная Литвы по баскетболу | Мужская сборная Литвы по баскетболу | Мужская сборная Литвы по баскетболу | Мужская сборная Литвы по баскетболу | Мужская сборная Литвы по баскетболу | Мужская сборная Литвы по баскетболу | Мужская сборная Литвы по баскетболу | Мужская сборная Литвы по баскетболу | Мужская сборная Литвы по баскетболу | Мужская сборная Литвы по баскетболу |
| Позиция                             | №                                   | Имя                                 | Дата рождения (возраст)             | Рост                                | Клуб                                | Игры                                | Очки                                | Подборы                             | Передачи                            |
| ----------------------------------- | ----------------------------------- | ----------------------------------- | ----------------------------------- | ----------------------------------- | ----------------------------------- | ----------------------------------- | ----------------------------------- | ----------------------------------- | ----------------------------------- |
| АЗ                                  | 4                                   | Римантас Каукенас                   | 11 апреля 1977 (35 лет)             | 194 см                              | Сиена                               | 6                                   | 47                                  | 5                                   | 5                                   |
| РЗ                                  | 5                                   | Мантас Кальнетис                    | 6 сентября 1986 (25 лет)            | 195 см                              | Жальгирис                           | 6                                   | 33                                  | 18                                  | 29                                  |
| ЛФ                                  | 6                                   | Йонас Мачюлис                       | 10 февраля 1985 (27 лет)            | 200 см                              | Сиена                               | 5                                   | 14                                  | 12                                  | −                                   |
| АЗ                                  | 7                                   | Мартинас Поцюс                      | 28 апреля 1986 (26 лет)             | 196 см                              | Реал Мадрид                         | 6                                   | 43                                  | 15                                  | 14                                  |
| АЗ                                  | 8                                   | Реналдас Сейбутис                   | 23 июля 1985 (27 лет)               | 198 см                              | Летувос Ритас                       | 6                                   | 22                                  | 6                                   | 4                                   |
| ТФ                                  | 9                                   | Дарюс Сонгайла                      | 14 февраля 1978 (34 года)           | 203 см                              | Галатасарай                         | 6                                   | 66                                  | 21                                  | 7                                   |
| ЛФ                                  | 10                                  | Симас Ясайтис                       | 26 марта 1982 (30 лет)              | 203 см                              | Турк Телеком                        | 6                                   | 35                                  | 22                                  | 3                                   |
| ЛФ                                  | 11                                  | Линас Клейза                        | 3 января 1985 (27 лет)              | 203 см                              | Торонто Рэпторс                     | 6                                   | 83                                  | 38                                  | 10                                  |
| Ц                                   | 12                                  | Антанас Каваляускас                 | 23 сентября 1984 (27 лет)           | 209 см                              | ВЭФ                                 | 5                                   | 23                                  | 16                                  | 2                                   |
| РЗ                                  | 13                                  | Шарунас Ясикявичюс                  | 5 марта 1976 (36 лет)               | 193 см                              | Барселона                           | 6                                   | 41                                  | 7                                   | 32                                  |
| Ц                                   | 14                                  | Йонас Валанчюнас                    | 6 мая 1992 (20 лет)                 | 210 см                              | Торонто Рэпторс                     | 6                                   | 25                                  | 24                                  | −                                   |
| ТФ                                  | 15                                  | Паулюс Янкунас                      | 29 апреля 1984 (28 лет)             | 203 см                              | Жальгирис                           | 6                                   | 37                                  | 17                                  | 3                                   |
| Главный тренер: Кестутис Кемзура    |                                     |                                     |                                     |                                     |                                     |                                     |                                     |                                     |                                     |

### Нигерия
| Мужская сборная Нигерии по баскетболу | Мужская сборная Нигерии по баскетболу | Мужская сборная Нигерии по баскетболу | Мужская сборная Нигерии по баскетболу | Мужская сборная Нигерии по баскетболу | Мужская сборная Нигерии по баскетболу | Мужская сборная Нигерии по баскетболу | Мужская сборная Нигерии по баскетболу | Мужская сборная Нигерии по баскетболу |
| №                                     | Имя                                   | Дата рождения (возраст)               | Рост                                  | Клуб                                  | Игры                                  | Очки                                  | Подборы                               | Передачи                              |
| ------------------------------------- | ------------------------------------- | ------------------------------------- | ------------------------------------- | ------------------------------------- | ------------------------------------- | ------------------------------------- | ------------------------------------- | ------------------------------------- |
| 4                                     | Энтони Олудева Скинн                  | 8 февраля 1983 (29 лет)               | 1,91 м                                | Флаг Израиля                          | 4                                     | 22                                    | 4                                     | 7                                     |
| 5                                     | Экене Ибекве                          | 19 июля 1985 (27 лет)                 | 2.11 м                                | Флаг Германии                         | 3                                     | 3                                     | 2                                     | 1                                     |
| 6                                     | Ике Диогу                             | 11 сентября 1983 (28 лет)             | 2,08 м                                | Флаг Пуэрто-Рико                      | 5                                     | 74                                    | 45                                    | 3                                     |
| 7                                     | Аль-Фарук Амину                       | 21 сентября 1990 (21 год)             | 2,06 м                                | Флаг США                              | 5                                     | 39                                    | 30                                    | 14                                    |
| 8                                     | Аде Дагундуро                         | 22 мая 1986 (26 лет)                  | 1,96 м                                | Флаг Бельгии                          | 2                                     | 6                                     | 1                                     | 1                                     |
| 9                                     | Чемберлен Огучи                       | 28 апреля 1986 (26 лет)               | 1,98 м                                | Флаг Венесуэлы                        | 5                                     | 60                                    | 8                                     | 5                                     |
| 10                                    | Коко Арчибонг                         | 10 мая 1981 (30 лет)                  | 2,06 м                                | Флаг Германии                         | 5                                     | 2                                     | 8                                     | 4                                     |
| 11                                    | Ричард Оруче                          | 30 августа 1987 (24 года)             | 1,93 м                                | Флаг Португалии                       | 5                                     | 17                                    | 2                                     | 6                                     |
| 12                                    | Эжике Угбоха                          | 28 мая 1985 (27 лет)                  | 2,06 м                                | Флаг Ирана                            | 4                                     | 14                                    | 14                                    | 2                                     |
| 13                                    | Деррик Обасохан                       | 18 апреля 1981 (31 год)               | 1,98 м                                | Флаг Испании                          | 5                                     | 53                                    | 16                                    | 5                                     |
| 14                                    | Абдул Амину Вахаб Аладе               | 14 сентября 1987 (24 года)            | 2,11 м                                | Флаг Франции                          | 5                                     | 40                                    | 29                                    | 2                                     |
| 15                                    | Олумиде Ойедеджи                      | 11 мая 1981 (31 год)                  | 2,11 м                                | Флаг Китайской Народной Республики    | 5                                     | 8                                     | 15                                    | 3                                     |
| Главный тренер: Айо Бакаре            |                                       |                                       |                                       |                                       |                                       |                                       |                                       |                                       |

### США
| Мужская сборная США по баскетболу | Мужская сборная США по баскетболу | Мужская сборная США по баскетболу | Мужская сборная США по баскетболу | Мужская сборная США по баскетболу | Мужская сборная США по баскетболу | Мужская сборная США по баскетболу | Мужская сборная США по баскетболу | Мужская сборная США по баскетболу |
| №                                 | Имя                               | Дата рождения (возраст)           | Рост                              | Клуб                              | Игры                              | Очки                              | Подборы                           | Передачи                          |
| --------------------------------- | --------------------------------- | --------------------------------- | --------------------------------- | --------------------------------- | --------------------------------- | --------------------------------- | --------------------------------- | --------------------------------- |
| 4                                 | Тайсон Чендлер                    | 2 октября 1982 (28 лет)           | 2,16 м                            | Нью-Йорк Никс                     | 8                                 | 32                                | 32                                | 3                                 |
| 5                                 | Кевин Дюрант                      | 29 сентября 1988 (23 года)        | 2,06 м                            | Оклахома-Сити Тандер              | 8                                 | 156                               | 46                                | 21                                |
| 6                                 | Леброн Джеймс                     | 30 декабря 1984 (27 лет)          | 2,03 м                            | Майами Хит                        | 8                                 | 106                               | 45                                | 45                                |
| 7                                 | Рассел Уэстбрук                   | 12 ноября 1988 (23 года)          | 1,91 м                            | Оклахома-Сити Тандер              | 8                                 | 68                                | 13                                | 13                                |
| 8                                 | Дерон Уильямс                     | 26 июля 1984 (28 лет)             | 1,91 м                            | Бруклин Нетс                      | 8                                 | 72                                | 12                                | 37                                |
| 9                                 | Андре Игудала                     | 28 января 1984 (28 лет)           | 1,98 м                            | Филадельфия Севенти Сиксерс       | 8                                 | 34                                | 22                                | 11                                |
| 10                                | Коби Брайант                      | 23 августа 1978 (33 года)         | 1,98 м                            | Лос-Анджелес Лейкерс              | 8                                 | 97                                | 14                                | 10                                |
| 11                                | Кевин Лав                         | 7 сентября 1988 (23 года)         | 2,08 м                            | Миннесота Тимбервулвз             | 8                                 | 93                                | 61                                | 3                                 |
| 12                                | Джеймс Харден                     | 26 августа 1989 (22 года)         | 1,96 м                            | Оклахома-Сити Тандер              | 8                                 | 44                                | 5                                 | 6                                 |
| 13                                | Крис Пол                          | 6 мая 1985 (27 лет)               | 1,83 м                            | Лос-Анджелес Клипперс             | 8                                 | 66                                | 20                                | 41                                |
| 14                                | Энтони Дэвис                      | 11 марта 1993 (19 лет)            | 2,08 м                            | Нью-Орлеан Хорнетс                | 7                                 | 26                                | 19                                | −                                 |
| 15                                | Кармело Энтони                    | 29 мая 1984 (28 год)              | 2,03 м                            | Нью-Йорк Никс                     | 8                                 | 130                               | 38                                | 10                                |
| Главный тренер: Майк Кшижевски    |                                   |                                   |                                   |                                   |                                   |                                   |                                   |                                   |

### Тунис
| Мужская сборная Туниса по баскетболу | Мужская сборная Туниса по баскетболу | Мужская сборная Туниса по баскетболу | Мужская сборная Туниса по баскетболу | Мужская сборная Туниса по баскетболу | Мужская сборная Туниса по баскетболу | Мужская сборная Туниса по баскетболу | Мужская сборная Туниса по баскетболу | Мужская сборная Туниса по баскетболу |
| №                                    | Имя                                  | Дата рождения (возраст)              | Рост                                 | Клуб                                 | Игры                                 | Очки                                 | Подборы                              | Передачи                             |
| ------------------------------------ | ------------------------------------ | ------------------------------------ | ------------------------------------ | ------------------------------------ | ------------------------------------ | ------------------------------------ | ------------------------------------ | ------------------------------------ |
| 4                                    | Радуан Слиман                        | 16 августа 1980 (31 год)             | 2,05 м                               | Флаг ОАЭ                             | 5                                    | 15                                   | 10                                   | 4                                    |
| 5                                    | Маруан Лагнеж                        | 22 апреля 1986 (26 лет)              | 1,92 м                               | Флаг Туниса                          | 4                                    | 14                                   | 5                                    | 10                                   |
| 6                                    | Низар Книуа                          | 8 июня 1983 (29 лет)                 | 1,88 м                               | Флаг Туниса                          | 4                                    | 11                                   | 3                                    | 7                                    |
| 7                                    | Мурад Эль-Мабрук                     | 19 октября 1986 (25 лет)             | 1,85 м                               | Флаг Туниса                          | 5                                    | 39                                   | 3                                    | 4                                    |
| 8                                    | Маруан Кешрид                        | 2 июня 1981 (31 год)                 | 1,78 м                               | Флаг Туниса                          | 2                                    | 21                                   | 7                                    | 5                                    |
| 9                                    | Мохамед Хадидан                      | 27 апреля 1986 (26 лет)              | 2,05 м                               | Флаг Туниса                          | 5                                    | 33                                   | 5                                    | 2                                    |
| 10                                   | Мехди Хафси                          | 23 февраля 1978 (34 года)            | 2,03 м                               | Флаг Франции                         | 4                                    | 10                                   | 3                                    | 3                                    |
| 11                                   | Мохтар Гьяза                         | 15 ноября 1986 (25 лет)              | 2,04 м                               | Флаг Туниса                          | 5                                    | 5                                    | 4                                    | −                                    |
| 12                                   | Макрем бен Ромдан                    | 27 марта 1989 (23 года)              | 2,04 м                               | Флаг Туниса                          | 5                                    | 75                                   | 43                                   | 13                                   |
| 13                                   | Амин Ржиг                            | 25 августа 1980 (31 год)             | 1,98 м                               | Флаг Туниса                          | 5                                    | 45                                   | 15                                   | 7                                    |
| 14                                   | Юссеф Гаддур                         | 15 марта 1990 (22 года)              | 2,03 м                               | Флаг Туниса                          | 1                                    | −                                    | −                                    | −                                    |
| 15                                   | Сала Межри                           | 15 июня 1986 (26 лет)                | 2,17 м                               | Флаг Туниса                          | 5                                    | 52                                   | 50                                   | 9                                    |
| Главный тренер: Адель Тлатли         |                                      |                                      |                                      |                                      |                                      |                                      |                                      |                                      |

### Франция
| Мужская сборная Франции по баскетболу | Мужская сборная Франции по баскетболу | Мужская сборная Франции по баскетболу | Мужская сборная Франции по баскетболу | Мужская сборная Франции по баскетболу | Мужская сборная Франции по баскетболу | Мужская сборная Франции по баскетболу | Мужская сборная Франции по баскетболу | Мужская сборная Франции по баскетболу | Мужская сборная Франции по баскетболу |
| Позиция                               | №                                     | Имя                                   | Дата рождения (возраст)               | Рост                                  | Клуб                                  | Игры                                  | Очки                                  | Подборы                               | Передачи                              |
| ------------------------------------- | ------------------------------------- | ------------------------------------- | ------------------------------------- | ------------------------------------- | ------------------------------------- | ------------------------------------- | ------------------------------------- | ------------------------------------- | ------------------------------------- |
| Ц                                     | 4                                     | Кевин Серафин                         | 7 декабря 1989 (22 года)              | 206 см                                | Вашингтон Уизардс                     | 6                                     | 36                                    | 20                                    | 3                                     |
| ЛФ                                    | 5                                     | Николя Батюм                          | 14 декабря 1988 (23 года)             | 203 см                                | Портленд Трэйл Блэйзерс               | 6                                     | 93                                    | 34                                    | 7                                     |
| АЗ                                    | 6                                     | Фабьен Козер                          | 16 июня 1987 (25 лет)                 | 193 см                                | Баскония                              | 3                                     | −                                     | 1                                     | 1                                     |
| ЛФ                                    | 7                                     | Якуба Диавара                         | 29 августа 1982 (29 лет)              | 201 см                                | Варезе                                | 3                                     | 10                                    | 2                                     | 3                                     |
| Ц                                     | 8                                     | Али Траоре                            | 28 февраля 1985 (27 лет)              | 208 см                                | Локомотив-Кубань                      | 6                                     | 27                                    | 16                                    | 3                                     |
| РЗ                                    | 9                                     | Тони Паркер                           | 17 мая 1982 (30 лет)                  | 188 см                                | Сан-Антонио Спёрс                     | 6                                     | 94                                    | 17                                    | 19                                    |
| РЗ                                    | 10                                    | Янник Боколо                          | 19 июня 1985 (27 лет)                 | 191 см                                | БК Гравелин                           | 6                                     | 7                                     | 5                                     | 3                                     |
| ТФ                                    | 11                                    | Флоран Пьетрус                        | 19 января 1981 (31 год)               | 202 см                                | Валенсия                              | 4                                     | 18                                    | 11                                    | 2                                     |
| АЗ                                    | 12                                    | Нандо Де Коло                         | 23 июня 1987 (25 лет)                 | 195 см                                | Сан-Антонио Спёрс                     | 6                                     | 42                                    | 16                                    | 14                                    |
| ТФ                                    | 13                                    | Борис Дьяо                            | 16 апреля 1982 (30 лет)               | 203 см                                | Сан-Антонио Спёрс                     | 6                                     | 46                                    | 36                                    | 26                                    |
| Ц                                     | 14                                    | Ронни Тюриаф                          | 13 января 1983 (29 лет)               | 208 см                                | Лос-Анджелес Клипперс                 | 5                                     | 15                                    | 26                                    | 4                                     |
| ЛФ                                    | 15                                    | Микаэль Желабаль                      | 22 мая 1983 (29 лет)                  | 201 см                                | Химки                                 | 6                                     | 47                                    | 21                                    | 8                                     |
| Главный тренер: Винсан Коле           |                                       |                                       |                                       |                                       |                                       |                                       |                                       |                                       |                                       |

## Группа B

### Австралия
| Мужская сборная Австралии по баскетболу | Мужская сборная Австралии по баскетболу | Мужская сборная Австралии по баскетболу | Мужская сборная Австралии по баскетболу | Мужская сборная Австралии по баскетболу | Мужская сборная Австралии по баскетболу | Мужская сборная Австралии по баскетболу | Мужская сборная Австралии по баскетболу | Мужская сборная Австралии по баскетболу |
| №                                       | Имя                                     | Дата рождения (возраст)                 | Рост                                    | Клуб                                    | Игры                                    | Очки                                    | Подборы                                 | Передачи                                |
| --------------------------------------- | --------------------------------------- | --------------------------------------- | --------------------------------------- | --------------------------------------- | --------------------------------------- | --------------------------------------- | --------------------------------------- | --------------------------------------- |
| 4                                       | Питер Кроуфорд                          | 6 ноября 1979 (32 года)                 | 1,93 м                                  | Таунсвилл Крокодайлс                    | 2                                       | 6                                       | 2                                       | −                                       |
| 5                                       | Патрик Миллс                            | 11 августа 1988 (23 года)               | 1,83 м                                  | Сан-Антонио Спёрс                       | 6                                       | 127                                     | 27                                      | 13                                      |
| 6                                       | Адам Гибсон                             | 30 октября 1986 (25 лет)                | 1,88 м                                  | Голд Коаст Блейз                        | 4                                       | 8                                       | 1                                       | −                                       |
| 7                                       | Джо Инглс                               | 2 октября 1987 (24 года)                | 2,03 м                                  | Барселона                               | 6                                       | 90                                      | 30                                      | 25                                      |
| 8                                       | Брэд Ньюли                              | 18 февраля 1985 (27 лет)                | 2,01 м                                  | Валенсия                                | 6                                       | 47                                      | 29                                      | 12                                      |
| 9                                       | Мэттью Деллаведова                      | 8 сентября 1990 (21 год)                | 1,93 м                                  | Колледж Сэнт-Мэри                       | 6                                       | 44                                      | 23                                      | 27                                      |
| 10                                      | Дэвид Барлоу                            | 22 октября 1983 (28 лет)                | 2,05 м                                  | Мурсия                                  | 5                                       | 7                                       | 8                                       | 4                                       |
| 11                                      | Марк Уортингтон                         | 8 июня 1983 (29 лет)                    | 2,02 м                                  | Голд Коаст Блейз                        | 6                                       | 17                                      | 15                                      | 8                                       |
| 12                                      | Арон Бэйнс                              | 9 декабря 1986 (25 лет)                 | 2,08 м                                  | Икарос Калитеас                         | 6                                       | 45                                      | 20                                      | −                                       |
| 13                                      | Дэвид Андерсен                          | 23 июня 1980 (32 года)                  | 2,12 м                                  | Сиена                                   | 6                                       | 72                                      | 36                                      | 7                                       |
| 14                                      | Мэтт Нильсен                            | 3 февраля 1978 (34 года)                | 2,08 м                                  | Химки                                   | 6                                       | 20                                      | 21                                      | 9                                       |
| 15                                      | Алекс Марич                             | 22 октября 1984 (27 лет)                | 2,11 м                                  | Панатинаикос                            | 6                                       | 17                                      | 16                                      | 1                                       |
| Главный тренер: Бретт Браун             |                                         |                                         |                                         |                                         |                                         |                                         |                                         |                                         |

### Бразилия
| Мужская сборная Бразилии по баскетболу на Олимпийских играх в Лондоне 2012 | Мужская сборная Бразилии по баскетболу на Олимпийских играх в Лондоне 2012 | Мужская сборная Бразилии по баскетболу на Олимпийских играх в Лондоне 2012 | Мужская сборная Бразилии по баскетболу на Олимпийских играх в Лондоне 2012 | Мужская сборная Бразилии по баскетболу на Олимпийских играх в Лондоне 2012 | Мужская сборная Бразилии по баскетболу на Олимпийских играх в Лондоне 2012 | Мужская сборная Бразилии по баскетболу на Олимпийских играх в Лондоне 2012 | Мужская сборная Бразилии по баскетболу на Олимпийских играх в Лондоне 2012 | Мужская сборная Бразилии по баскетболу на Олимпийских играх в Лондоне 2012 | Мужская сборная Бразилии по баскетболу на Олимпийских играх в Лондоне 2012 |
| Позиция                                                                    | №                                                                          | Имя                                                                        | Дата рождения (возраст)                                                    | Рост                                                                       | Клуб                                                                       | Игры                                                                       | Очки                                                                       | Подборы                                                                    | Передачи                                                                   |
| -------------------------------------------------------------------------- | -------------------------------------------------------------------------- | -------------------------------------------------------------------------- | -------------------------------------------------------------------------- | -------------------------------------------------------------------------- | -------------------------------------------------------------------------- | -------------------------------------------------------------------------- | -------------------------------------------------------------------------- | -------------------------------------------------------------------------- | -------------------------------------------------------------------------- |
| ЛФ                                                                         | 4                                                                          | Марселиньо Мачадо                                                          | 12 апреля 1975 (37 лет)                                                    | 200 см                                                                     | Фламенго                                                                   | 6                                                                          | 23                                                                         | 5                                                                          | 2                                                                          |
| РЗ                                                                         | 5                                                                          | Раул Нето                                                                  | 19 мая 1992 (20 лет)                                                       | 184 см                                                                     | Сан-Себастиан                                                              | 3                                                                          | 11                                                                         | 3                                                                          | 6                                                                          |
| Ц                                                                          | 6                                                                          | Кайо Торрес                                                                | 3 июня 1987 (25 лет)                                                       | 211 см                                                                     | Фламенго                                                                   | 3                                                                          | 12                                                                         | 6                                                                          | 2                                                                          |
| РЗ                                                                         | 7                                                                          | Ларри Тейлор                                                               | 3 октября 1980 (31 год)                                                    | 185 см                                                                     | Бауру                                                                      | 6                                                                          | 27                                                                         | 10                                                                         | 12                                                                         |
| АЗ                                                                         | 8                                                                          | Алекс Гарсия                                                               | 4 марта 1980 (32 года)                                                     | 191 см                                                                     | BRB                                                                        | 6                                                                          | 24                                                                         | 14                                                                         | 9                                                                          |
| РЗ                                                                         | 9                                                                          | Марселиньо Уэртас                                                          | 25 мая 1983 (29 лет)                                                       | 191 см                                                                     | Барселона                                                                  | 6                                                                          | 68                                                                         | 13                                                                         | 36                                                                         |
| АЗ                                                                         | 10                                                                         | Леандро Барбоза                                                            | 28 ноября 1982 (29 лет)                                                    | 191 см                                                                     | Индиана Пэйсерс                                                            | 6                                                                          | 97                                                                         | 13                                                                         | 2                                                                          |
| Ц                                                                          | 11                                                                         | Андерсон Варежао                                                           | 28 сентября 1982 (29 лет)                                                  | 208 см                                                                     | Кливленд Кавальерс                                                         | 6                                                                          | 44                                                                         | 42                                                                         | 4                                                                          |
| ТФ                                                                         | 12                                                                         | Гильерме Джованнони                                                        | 2 июня 1980 (32 года)                                                      | 204 см                                                                     | BRB                                                                        | 6                                                                          | 30                                                                         | 12                                                                         | 5                                                                          |
| Ц                                                                          | 13                                                                         | Нене Хиларио                                                               | 13 сентября 1982 (29 лет)                                                  | 211 см                                                                     | Вашингтон Уизардс                                                          | 5                                                                          | 35                                                                         | 40                                                                         | 3                                                                          |
| ТФ                                                                         | 14                                                                         | Маркус Виейра                                                              | 31 мая 1984 (28 лет)                                                       | 207 см                                                                     | Пинэйрос                                                                   | 6                                                                          | 43                                                                         | 11                                                                         | 9                                                                          |
| Ц                                                                          | 15                                                                         | Тьяго Сплиттер                                                             | 1 января 1985 (27 лет)                                                     | 211 см                                                                     | Сан-Антонио Спёрс                                                          | 6                                                                          | 65                                                                         | 32                                                                         | 10                                                                         |
| Главный тренер: Рубен Маньяно                                              |                                                                            |                                                                            |                                                                            |                                                                            |                                                                            |                                                                            |                                                                            |                                                                            |                                                                            |

### Великобритания
| Мужская сборная Великобритании по баскетболу | Мужская сборная Великобритании по баскетболу | Мужская сборная Великобритании по баскетболу | Мужская сборная Великобритании по баскетболу | Мужская сборная Великобритании по баскетболу | Мужская сборная Великобритании по баскетболу | Мужская сборная Великобритании по баскетболу | Мужская сборная Великобритании по баскетболу | Мужская сборная Великобритании по баскетболу |
| №                                            | Имя                                          | Дата рождения (возраст)                      | Рост                                         | Клуб                                         | Игры                                         | Очки                                         | Подборы                                      | Передачи                                     |
| -------------------------------------------- | -------------------------------------------- | -------------------------------------------- | -------------------------------------------- | -------------------------------------------- | -------------------------------------------- | -------------------------------------------- | -------------------------------------------- | -------------------------------------------- |
| 4                                            | Кирон Ачара                                  | 3 июля 1983 (29 лет)                         | 2,08 м                                       | Манреса                                      | 4                                            | 16                                           | 9                                            | 1                                            |
| 5                                            | Эндрю Лоуренс                                | 4 июня 1990 (22 года)                        | 1,88 м                                       | Чарльстонский колледж                        | 5                                            | 16                                           | 8                                            | 10                                           |
| 6                                            | Майк Лензли                                  | 1 мая 1981 (31 год)                          | 1,89 м                                       | Нимбурк                                      | 1                                            | 3                                            | 1                                            | 1                                            |
| 7                                            | Попс Менса-Бонсу                             | 7 сентября 1983 (28 лет)                     | 2,06 м                                       | Бешикташ                                     | 4                                            | 46                                           | 29                                           | 4                                            |
| 8                                            | Эндрю Салливан                               | 12 февраля 1980 (32 года)                    | 2,03 м                                       | Лестер Райдерс                               | 5                                            | 26                                           | 11                                           | 6                                            |
| 9                                            | Луол Денг                                    | 16 апреля 1985 (27 лет)                      | 2,06 м                                       | Чикаго Буллз                                 | 5                                            | 79                                           | 33                                           | 23                                           |
| 10                                           | Роберт Арчибальд                             | 29 марта 1980 (32 года)                      | 2,12 м                                       | Сарагоса                                     | 5                                            | 13                                           | 20                                           | 7                                            |
| 11                                           | Джоэл Фрилэнд                                | 7 февраля 1987 (25 лет)                      | 2,06 м                                       | Малага                                       | 5                                            | 73                                           | 33                                           | 2                                            |
| 12                                           | Нейт Рейнкинг                                | 12 декабря 1973 (38 лет)                     | 1,83 м                                       | Шеффилд Шаркс                                | 5                                            | 46                                           | 8                                            | 6                                            |
| 13                                           | Дэн Кларк                                    | 16 сентября 1988 (23 года)                   | 2,11 м                                       | Эстудиантес                                  | 5                                            | 38                                           | 14                                           | 2                                            |
| 14                                           | Кайл Джонсон                                 | 31 декабря 1988 (23 года)                    | 1,93 м                                       | АПОЭЛ                                        | 5                                            | 12                                           | 3                                            | 2                                            |
| 15                                           | Эрик Боатенг                                 | 20 ноября 1985 (26 лет)                      | 2,10 м                                       | Перистери                                    | 3                                            | 12                                           | 8                                            | 1                                            |
| Главный тренер: Крис Финч                    |                                              |                                              |                                              |                                              |                                              |                                              |                                              |                                              |

### Испания
| Мужская сборная Испании по баскетболу на Олимпийских играх в Лондоне 2012 | Мужская сборная Испании по баскетболу на Олимпийских играх в Лондоне 2012 | Мужская сборная Испании по баскетболу на Олимпийских играх в Лондоне 2012 | Мужская сборная Испании по баскетболу на Олимпийских играх в Лондоне 2012 | Мужская сборная Испании по баскетболу на Олимпийских играх в Лондоне 2012 | Мужская сборная Испании по баскетболу на Олимпийских играх в Лондоне 2012 | Мужская сборная Испании по баскетболу на Олимпийских играх в Лондоне 2012 | Мужская сборная Испании по баскетболу на Олимпийских играх в Лондоне 2012 | Мужская сборная Испании по баскетболу на Олимпийских играх в Лондоне 2012 | Мужская сборная Испании по баскетболу на Олимпийских играх в Лондоне 2012 |
| Позиция                                                                   | №                                                                         | Имя                                                                       | Дата рождения (возраст)                                                   | Рост                                                                      | Клуб                                                                      | Игры                                                                      | Очки                                                                      | Подборы                                                                   | Передачи                                                                  |
| ------------------------------------------------------------------------- | ------------------------------------------------------------------------- | ------------------------------------------------------------------------- | ------------------------------------------------------------------------- | ------------------------------------------------------------------------- | ------------------------------------------------------------------------- | ------------------------------------------------------------------------- | ------------------------------------------------------------------------- | ------------------------------------------------------------------------- | ------------------------------------------------------------------------- |
| ТФ                                                                        | 4                                                                         | Пау Газоль                                                                | 6 июля 1980 (32 года)                                                     | 215 см                                                                    | Лос-Анджелес Лейкерс                                                      | 8                                                                         | 153                                                                       | 61                                                                        | 23                                                                        |
| ЛФ                                                                        | 5                                                                         | Руди Фернандес                                                            | 4 апреля 1985 (27 лет)                                                    | 198 см                                                                    | Реал Мадрид                                                               | 8                                                                         | 77                                                                        | 32                                                                        | 23                                                                        |
| АЗ                                                                        | 6                                                                         | Серхио Родригес                                                           | 12 июня 1986 (26 лет)                                                     | 198 см                                                                    | Реал Мадрид                                                               | 8                                                                         | 22                                                                        | 11                                                                        | 22                                                                        |
| АЗ                                                                        | 7                                                                         | Хуан Карлос Наварро                                                       | 13 июня 1980 (32 года)                                                    | 191 см                                                                    | Барселона                                                                 | 6                                                                         | 67                                                                        | 21                                                                        | 14                                                                        |
| РЗ                                                                        | 8                                                                         | Хосе Кальдерон                                                            | 28 сентября 1981 (30 лет)                                                 | 191 см                                                                    | Торонто Рэпторс                                                           | 8                                                                         | 56                                                                        | 20                                                                        | 9                                                                         |
| Ц                                                                         | 9                                                                         | Фелипе Рейес                                                              | 16 марта 1980 (32 года)                                                   | 206 см                                                                    | Реал Мадрид                                                               | 8                                                                         | 27                                                                        | 28                                                                        | 2                                                                         |
| ТФ                                                                        | 10                                                                        | Виктор Клавер                                                             | 30 августа 1988 (23 года)                                                 | 207 см                                                                    | Памеса                                                                    | 5                                                                         | 3                                                                         | 7                                                                         | 1                                                                         |
| ЛФ                                                                        | 11                                                                        | Фернандо Сан Эметерио                                                     | 1 января 1984 (28 лет)                                                    | 199 см                                                                    | Каха Лабораль                                                             | 8                                                                         | 20                                                                        | 21                                                                        | 8                                                                         |
| АЗ                                                                        | 12                                                                        | Серхио Льюль                                                              | 15 ноября 1987 (24 года)                                                  | 190 см                                                                    | Реал Мадрид                                                               | 8                                                                         | 44                                                                        | 13                                                                        | 11                                                                        |
| Ц                                                                         | 13                                                                        | Марк Газоль                                                               | 29 января 1985 (27 лет)                                                   | 216 см                                                                    | Мемфис Гриззлис                                                           | 8                                                                         | 101                                                                       | 38                                                                        | 17                                                                        |
| ТФ                                                                        | 14                                                                        | Серж Ибака                                                                | 18 сентября 1989 (23 года)                                                | 208 см                                                                    | Оклахома-Сити Тандер                                                      | 8                                                                         | 64                                                                        | 35                                                                        | 6                                                                         |
| РЗ                                                                        | 15                                                                        | Виктор Сада                                                               | 8 марта 1984 (28 лет)                                                     | 192 см                                                                    | Барселона                                                                 | 5                                                                         | 13                                                                        | 6                                                                         | 5                                                                         |
| Главный тренер: Серджио Скариоло                                          |                                                                           |                                                                           |                                                                           |                                                                           |                                                                           |                                                                           |                                                                           |                                                                           |                                                                           |

### Китай
| Мужская сборная Китая по баскетболу   | Мужская сборная Китая по баскетболу | Мужская сборная Китая по баскетболу | Мужская сборная Китая по баскетболу | Мужская сборная Китая по баскетболу | Мужская сборная Китая по баскетболу | Мужская сборная Китая по баскетболу | Мужская сборная Китая по баскетболу | Мужская сборная Китая по баскетболу | Мужская сборная Китая по баскетболу |
| Позиция                               | №                                   | Имя                                 | Дата рождения (возраст)             | Рост                                | Клуб                                | Игры                                | Очки                                | Подборы                             | Передачи                            |
| ------------------------------------- | ----------------------------------- | ----------------------------------- | ----------------------------------- | ----------------------------------- | ----------------------------------- | ----------------------------------- | ----------------------------------- | ----------------------------------- | ----------------------------------- |
| Ф                                     | 4                                   | Дин Цзиньхуэй                       | 27 октября 1989 (22 года)           | 2,04 м                              | Чжэцзян Голден Буллз                | 5                                   | 6                                   | 6                                   | 2                                   |
| З                                     | 5                                   | Лю Вэй                              | 15 января 1980 (32 года)            | 1,90 м                              | Шанхай Шаркс                        | 5                                   | 31                                  | 13                                  | 10                                  |
| Ф                                     | 6                                   | И Ли                                | 7 ноября 1987 (24 года)             | 2,03 м                              | Цзянсу Дрэгонс                      | 5                                   | 22                                  | 6                                   | 1                                   |
| АЗ                                    | 7                                   | Ван Шипэн                           | 6 апреля 1983 (29 лет)              | 1,98 м                              | Гуандун Саузерн Тайгерс             | 5                                   | 48                                  | 6                                   | 7                                   |
| ЛФ                                    | 8                                   | Чжу Фанъюй                          | 5 января 1983 (29 лет)              | 2,01 м                              | Гуандун Саузерн Тайгерс             | 5                                   | 21                                  | 4                                   | 1                                   |
| Ф                                     | 9                                   | Сунь Юэ                             | 6 ноября 1985 (26 лет)              | 2,06 м                              | Бэйцзин Олимпианс                   | 3                                   | 8                                   | 3                                   | 4                                   |
| Ц                                     | 10                                  | Чжан Чжаосюй                        | 18 ноября 1987 (24 года)            | 2,21 м                              | Шанхайские акулы                    | 5                                   | 10                                  | 6                                   | 1                                   |
| Ц                                     | 11                                  | И Цзяньлянь                         | 27 октября 1987 (24 года)           | 2,12 м                              | Даллас Маверикс                     | 5                                   | 74                                  | 51                                  | 4                                   |
| РЗ                                    | 12                                  | Го Айлунь                           | 14 ноября 1993 (18 лет)             | 1,92 м                              | Ляонин Динозаурс                    | 3                                   | 10                                  | 3                                   | 1                                   |
| АЗ                                    | 13                                  | Чэнь Цзянхуа                        | 12 марта 1989 (23 года)             | 1,88 м                              | Гуандун Саузерн Тайгерс             | 5                                   | 37                                  | 10                                  | 11                                  |
| Ц                                     | 14                                  | Ван Чжичжи                          | 8 июля 1979 (33 года)               | 2,15 м                              | Баи Рокетс                          | 5                                   | 30                                  | 26                                  | 3                                   |
| Ф                                     | 15                                  | Чжоу Пэн                            | 11 октября 1989 (22 года)           | 2,10 м                              | Гуандун Саузерн Тайгерс             | 4                                   | 16                                  | 6                                   | 1                                   |
| Главный тренер: Боб Доневальд-младший |                                     |                                     |                                     |                                     |                                     |                                     |                                     |                                     |                                     |

### Россия
| Номер     | Позиция   | Имя              | Дата рождения   | Рост, см  | Клуб                  | Игры      | Очки      | Подборы   | Передачи  |
| Защитники | Защитники | Защитники        | Защитники       | Защитники | Защитники             | Защитники | Защитники | Защитники | Защитники |
| --------- | --------- | ---------------- | --------------- | --------- | --------------------- | --------- | --------- | --------- | --------- |
| 4         | З         | Алексей Швед     | 16 декабря 1989 | 198       | Миннесота Тимбервулвз | 8         | 91        | 47        | 47        |
| 6         | АЗ        | Сергей Карасёв   | 26 октября 1993 | 200       | Триумф                | 2         | 0         | 2         | 1         |
| 7         | З         | Виталий Фридзон  | 14 октября 1985 | 196       | Химки                 | 8         | 92        | 15        | 15        |
| 9         | АЗ        | Евгений Воронов  | 7 мая 1986      | 196       | ЦСКА (Москва)         | 5         | 0         | 2         | 2         |
| 13        | РЗ        | Дмитрий Хвостов  | 21 августа 1989 | 190       | Химки                 | 4         | 3         | 1         | 2         |
| 14        | АЗ        | Антон Понкрашов  | 23 апреля 1986  | 202       | ЦСКА (Москва)         | 8         | 46        | 13        | 31        |
| Форварды  |           |                  |                 |           |                       |           |           |           |           |
| 10        | Ф         | Виктор Хряпа     | 3 августа 1982  | 203       | ЦСКА (Москва)         | 8         | 57        | 50        | 34        |
| 11        | ТФ        | Семён Антонов    | 18 июля 1989    | 202       | Нижний Новгород       | 6         | 13        | 2         | 2         |
| 12        | ТФ        | Сергей Моня      | 15 апреля 1983  | 203       | Химки                 | 8         | 39        | 30        | 8         |
| 15        | ТФ        | Андрей Кириленко | 18 февраля 1981 | 209       | Миннесота Тимбервулвз | 8         | 140       | 60        | 11        |
| Центровые |           |                  |                 |           |                       |           |           |           |           |
| 5         | Ц         | Тимофей Мозгов   | 16 июля 1986    | 215       | Денвер Наггетс        | 8         | 80        | 28        | 1         |
| 8         | Ц         | Александр Каун   | 8 мая 1985      | 211       | ЦСКА (Москва)         | 8         | 62        | 29        | 4         |

| Имя         | Гражданство   | Дата рождения |
| ----------- | ------------- | ------------- |
| Дэвид Блатт | США / Израиль | 22 мая 1959   |